# Solar dos Cardosos Albicastrenses
O Solar dos Cardosos albicastrenses, também referido como Casa na Rua Arco do Bispo, n.º 14, localiza-se na zona histórica da cidade de Castelo Branco, com entrada principal pela Rua do Arco do Bispo, fazendo esquina com a Rua dos Peleteiros (dentro do recinto da muralha, centro histórico).

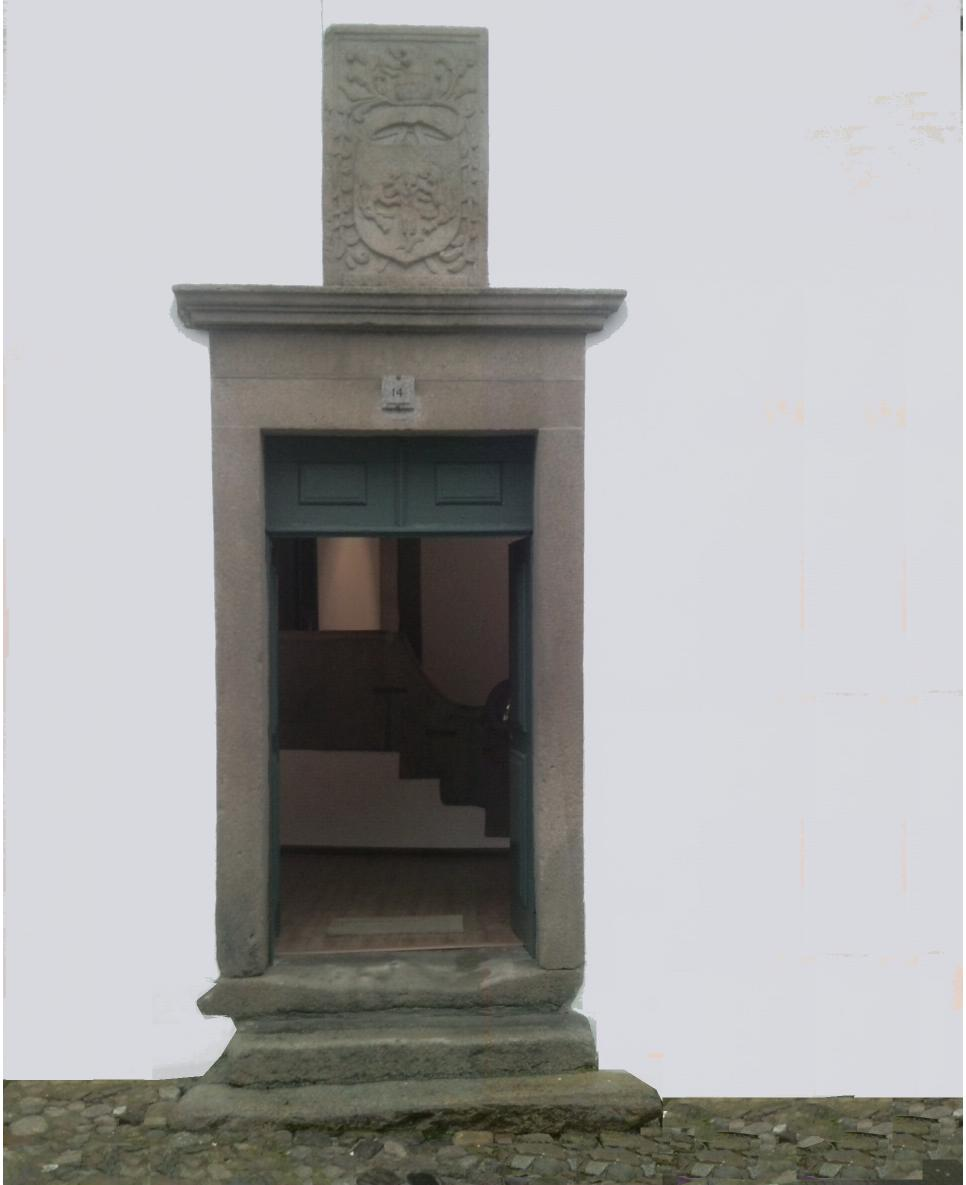
Entrada principal do Solar dos Cardosos

## Construção
Este solar foi construído por Paulo Rodrigues Cardoso entre 1590 e 1609, anexando uma casa da Rua dos Peleteiros a quatro casas antigas contíguas, através de reconstrução e integração de parte das suas estruturas de alvenaria. 

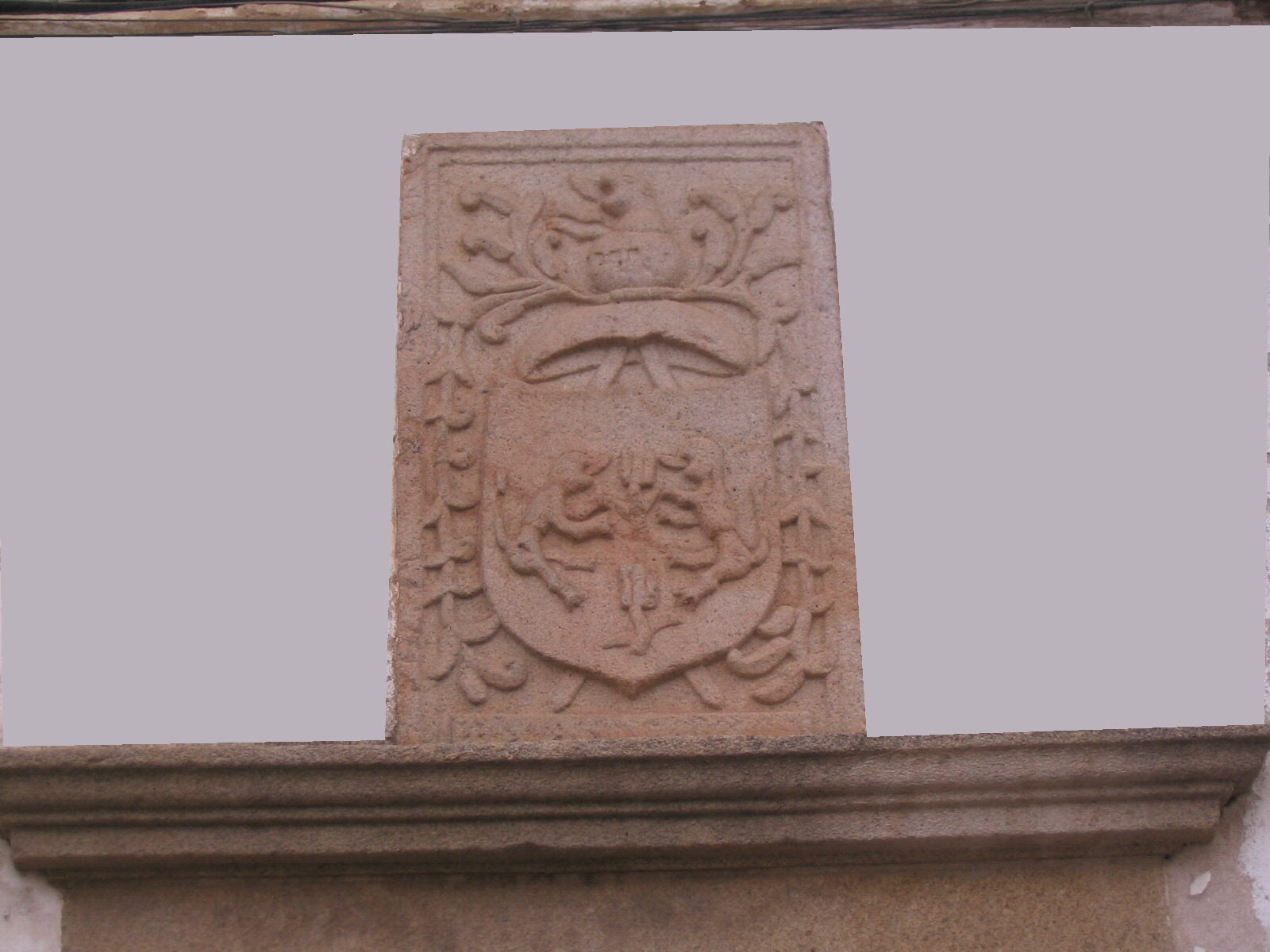
Brasão de Cardoso no Solar de Castelo Branco

As casas tinham cozinhas de telha vã e  portas com umbrais de granito e arestas biseladas a mão travessa. Algumas foram aproveitadas e outras tapadas, ficando por baixo do reboco das paredes brancas, mas foram descobertas e postas à vista com as obras de restauro. 
No átrio há umas escadas com corrimão de granito ornamentado, de estilo maneirista (transição do clássico para o barroco). Este edifício ostenta a pedra de armas mais antiga de Castelo Branco. 
O seu brasão, esculpido na face de um bloco de granito, é de Cardoso pleno, pois contém no escudo dois leões afrontados com duas flores de cardo entre eles, mostrando a língua, sem flor de cardo na boca, e no timbre um leão semelhante, o que respeita o modelo relativo a esse nome, existente no Livro do Armeiro-Mor (1509).

## Os Cardoso

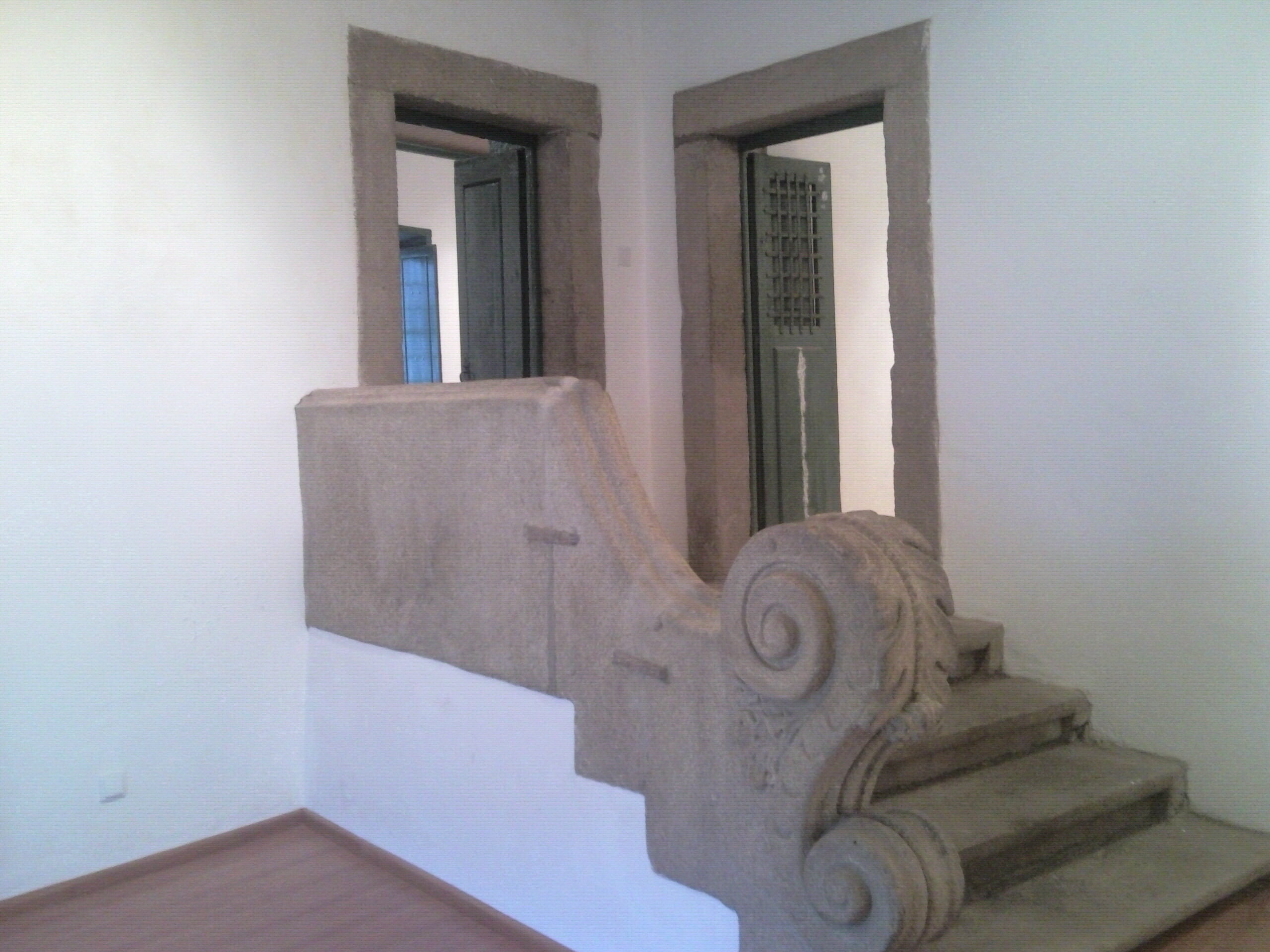
Átrio do Solar dos Cardosos

Os Cardosos albicastrenses descendem dos de Viseu, de onde era natural o Dr. Pero Lopes Cardoso, filho de Lopo Álvares Cardoso (c. 1435)  e de Leonor Rodrigues Cardoso (c. 1435), sendo neto de Luís Vaz Cardoso, 7º Senhor da Honra de Cardoso, de acordo com os genealogistas Cristóvão Alão de Morais e Manuel José da Costa Felgueiras Gaio. 
O Dr. Pero Lopes Cardoso (n. c.1460), residiu alguns anos em Castelo Branco, para "fazer a correição", visto que foi Corregedor  e Ouvidor da Ordem de Cristo nessa vila, nos anos próximos de 1500. Na obra de Alão de Morais consta que ele era Corregedor das Comarcas da Beira e Riba-Coa em 1505 e 1509.  Posteriormente foi Corregedor da Comarca de Entre Tejo e Guadiana, pois desempenhava esse cargo quando foi nomeado Desembargador da Casa da Suplicação (Lisboa) em 7-3-1511, com um ordenado de 45.000 reais por ano. 
O seu filho Álvaro Cardoso  ficou em Castelo Branco, onde exerceu importantes funções, nomeadamente “recebedor do dinheiro e de outras cousas pertencentes às obras dos muros e fortaleza de Castelo Branco” (por Carta de D. Manuel I de Portugal datada de 20-11-1510), privilégio confirmado por D. João III de Portugal por Carta de 6-10-1522, ao qual foi acrescentado o cargo de Vedor das obras reais na mesma vila, por Carta de 16-10-1622. 
Paulo Rodrigues Cardoso (n. c. 1560), bisneto de Álvaro Cardoso e importante fidalgo de solar conhecido em Castelo Branco no final do séc.  XVI e início do séc. XVII, foi quem mandou colocar na fachada o referido brasão, quando construiu o palácio. Foi Cavaleiro Fidalgo, Capitão-mor de Castelo Branco, Vereador e Juiz pela Ordenação na então vila de Castelo Branco, bem como procurador às Cortes por Castelo Branco em 1595 no tempo de Filipe I e de Filipe II em 1619.   Um dos seus descendentes foi o 2º Barão de Castelo Novo, José Caldeira de Ordaz Queirós (n.1775), cujo avô, Pedro Cardoso Frazão, foi o último a usar o apelido Cardoso, pois a seguir a ele  a família optou pelo apelido Ordaz. 

## Restauração
Em 2009 o edifício encontrava-se muito arruinado. Nos três anos seguintes foi restaurado e a seguir nele instalada uma pinacoteca, o que foi objecto duma reportagem da RTP1 e notícias dos jornais. 